# 구마모토 시립 젠도모 소학교
구마모토 시립 젠도모 소학교(熊本市立銭塘小学校)는 일본 구마모토현 구마모토시 미나미구에 있는 1875년에 설립된 시립 소학교다.